# Ptolemaeus (zoon van Seleucus)
Ptolemaeus, (Grieks: Πτολεμαῖος) de zoon van Seleucus van Orestis of van Tymphaia, was een van de lijfwachten (somatophylakes) van Alexander de Grote. Hij combineerde deze officierspost met de leiding over een van de divisies van de falanx. Ptolemaeus was van een edele familie. Hij was net getrouwd toen hij met Alexander de Grote meeging op zijn expeditie naar Azië. Hij werd uitgekozen om de Macedoniërs die naar huis mochten gaan tijdens de winter, te begeleiden. In de volgende lente sloot hij zich weer aan bij Alexander in Gordium, samen met de troepen en nieuwe rekruten. Hij sneuvelde tijdens de slag bij Issos, nadat hij erg veel moed had getoond.